# InterBus
Interbus est un système de communication série qui transmet des données entre les systèmes de contrôle (par exemple, les ordinateurs, les automates programmables etc.) et les modules d'E/S répartis dans l'espace, qui sont reliés à des capteurs et des actionneurs (par exemple, des capteurs de température, interrupteurs de position).
Le système Interbus a été développé par Phoenix Contact et est disponible depuis 1987.